# جوزيف بيرغر
جوزيف بيرغر (بالألمانية: Gottlob Berger )‏ (و. 1896 – 1975 م) هو سياسي ألماني، كان عضوًا في الحزب النازي، وكان عضوًا في كتيبة العاصفة، توفي في شتوتغارت، عن عمر ناهز 79 عاماً.

## المناصب
تولى منصب عضو مجلس النواب الألماني من ألمانيا النازية، وأوبر غروبن فوهرر.

## الخدمة العسكرية
خدم في مشاة.

## الجوائز
حصل على جوائز منها:
- صليب حديدي
- وسام فريدريش
- شارة الجرح
- صليب الاستحقاق الحربي.